# Ca l'Escalopé
Ca l'Escalopé és una obra de Santa Pau (Garrotxa) inclosa a l'Inventari del Patrimoni Arquitectònic de Catalunya.

## Descripció
És una casa quadrada amb balcons de fusta molt destruïts. La façana té un recobriment posterior que actualment es troba molt deteriorat, deixant veure a sota l'antiga paret de pedra. Un angle de la casa està fet amb carreus arrodonits seguint el mateix angle de la casa. Les portes de la part baixa estan allindades. Les bigues de la teulada també són de fusta, molt deteriorades.

## Història
És una casa feta en el segle XIV però reconstruïda en el 1632, com ens indica la llinda de la porta. En un principi era gòtica, però es va completar en temps del renaixement.